# Guiu de Montfort
Guiu de Montfort (s. XII - Varilhas, 31 de gener de 1228) va ser un noble francès. Era el fill més jove de Simó (IV) de Montfort i d'Amícia de Beaumont, germana de Robert FitzPernel, comte de Leicester. Gui de Montfort va ser senyor de la Ferté-Alais i Bréthencourt, regent del comtat de Sidó de 1205 a 1210 i senyor de Castres de 1211 a 1228.

## Croades a orient
El 1189 va participar en la Tercera Croada i probablement va romandre a Terra Santa fins al 1192, quan Ricard Cor el Lleó va tornar a casa. El 1202 ell i el seu germà Simó van marxar a la Quarta Croada, però van tenir desavinences amb els croats pel setge de Zara (una ciutat cristiana dels Balcans) i es van negar a prendre part en el pla per a restaurar l'emperador romà d'Orient Isaac II Àngelus a canvi diners i tropes.
Van abandonar a Emeric, rei d'Hongria, i finalment els dos van continuar cap a Palestina. Després d'arribar a Jaffa, van participar en l'expedició del rei Amalric II de Jerusalem a Galilea. Amalric va recompensar el servei de Guiu arranjant el seu matrimoni amb Helvis de Ibelin, la vídua de Reginald, senyor de Sidó (que els francesos anomenaven Saete). Va exercir la regència de Sidó en nom del seu fillastre menor Balian fins al 1210, probablement quan Balian va arribar a la majoria d'edat. Guiu de Montfort va assistir a la coronació de Joan de Brienne com a rei de Jerusalem aquell any.

## Croada albigesa
Guiu de Montfort va participar en la Croada albigesa, que dirigia el seu germà Simon de Montfort. El 1211 va ser compensat amb la senyoria de Castres, de la qual ell en va ser el primer senyor. El 1212 va participar en un setge infructuós contra Montségur, i el 1213 era a la batalla de Muret. També va ser present al setge de Bellcaire el 1216.
El 25 de juny de 1218, durant el setge de Tolosa, el van ferir amb una fletxa. Quan el seu germà Simó acudia en la seva ajuda una pedra llançada des de les muralles de la ciutat el va matar. Amaurí, fill de Simó, es va fer càrrec llavors de la direcció de la croada. Tanmateix no tenia el geni del seu pare i els senyors occitans van acabar recuperant la terra que la croada contra els albigesos els havia pres.
El 1224, Amaurí de Montfort va cedir tot els seus drets a Occitània a Lluís VIII de França, que ben aviat va prendre les regnes personalment de la guerra al Llenguadoc. Guiu de Montfort va participar també en aquesta guerra i va ser present al setge d'Avinyó el 1226.
Serà en el transcurs d'aquesta guerra que Guiu de Montfort serà assassinat. Va ser al setge de Varilhas, prop de Pamiers, el 1228. Les seves restes van ser traslladades a l'abadia d'Alta Bruyère, on va ser enterrat.

## Noces i descendència
Guiu de Montfort es va casar dues vegades. La seva primera esposa va ser Helvis de Ibelin amb qui va tenir dos fillsː
- Felip Ι. Va romandre a Terra Santa i es va convertir en senyor de Tir.
- Pernella. Va entrar a l'abadia de Saint-Antoine des Champs a París com a monja.

Guiu es va casar en segones núpcies amb Briende de Beynes, la vídua de Lambert de Thury, senyor de Lombers. Amb Briende va tenir tres fills mésː
- Alicia. Va entrar a Port-Royal com a monja.
- Agnès. Va entrar a Port-Royal com a monja.
- Guiu II de Montfort, baró de Lombers. Va morir a la Setena croada el 1254.